# Symphurus melasmatotheca
Symphurus melasmatotheca е вид лъчеперка от семейство Cynoglossidae. Видът не е застрашен от изчезване.

## Разпространение и местообитание
Разпространен е в Гватемала, Колумбия, Коста Рика, Мексико, Никарагуа, Панама, Салвадор и Хондурас.
Среща се на дълбочина от 15 до 111 m.

## Описание
На дължина достигат до 13,6 cm.